# عالی‌قاپو (تبریز)

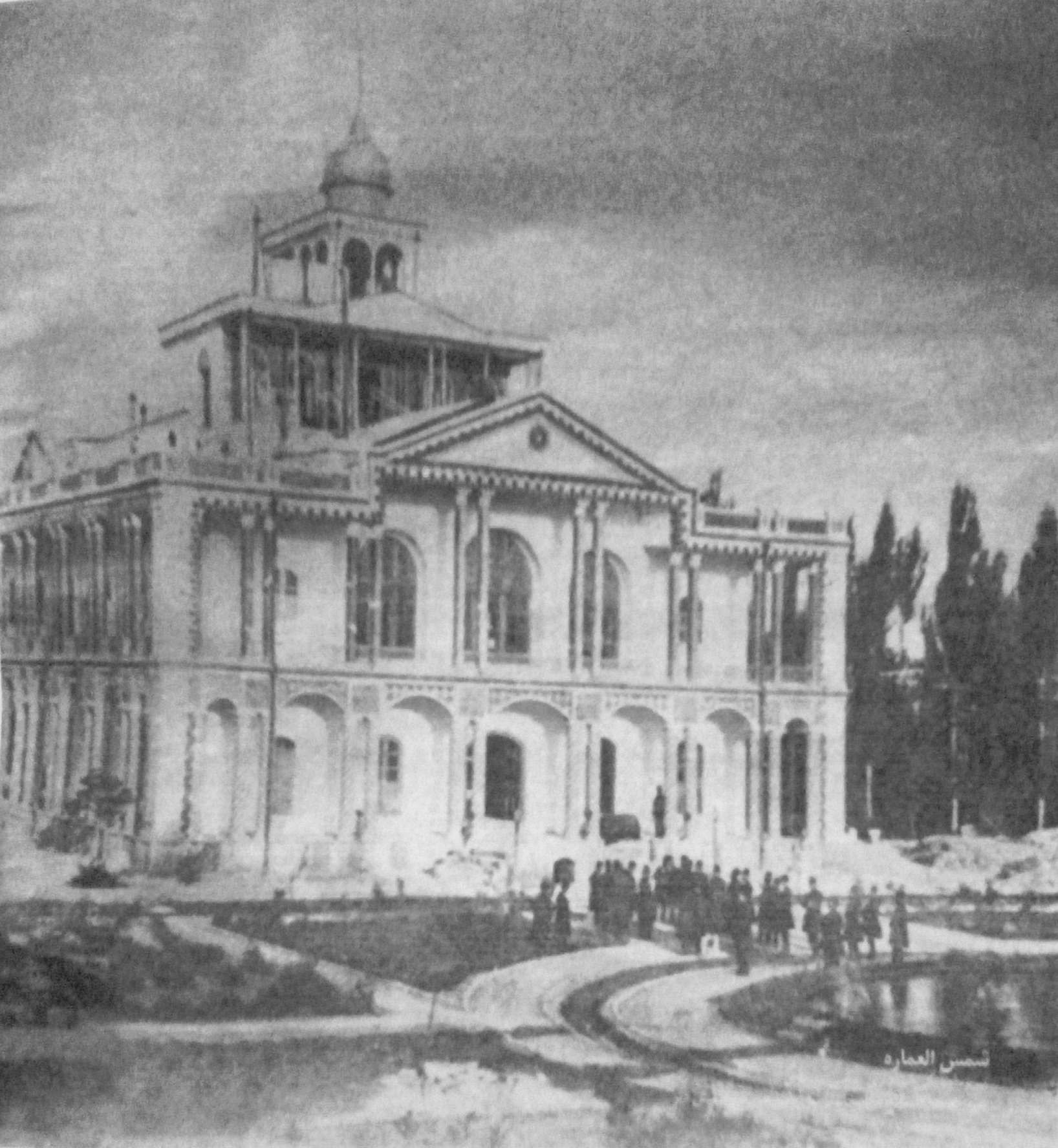
شمس‌العماره تبریز.

عمارت عالی قاپو (ترکی آذربایجانی: آلا قاپی) یا شمس‌العماره بنای کلاه فرنگی بلندی بود که در بخش مرکزی شهر تبریز در کنار میدان شهدای امروزی جای گرفته بود. پس از ویرانی این بنا ساختمان استانداری آذربایجان شرقی و در کنارش فرمانداری تبریز و مجموعه بانک ملی مرکزی، همگی در اراضی بسیار پهناور آن ساخته شد.

## ریشه نام
در مورد نام این مجموعه دو نظریه وجود دارد:
1. در زمان حکومت دودمان صفویه در رقابت با دولت عثمانی که مقر حکومت آن‌ها را (باب عالی) می‌گفتند، شاهان صفوی هم دستور دادند مقر و عمارت حکومتی خود در تبریز و سپس در اصفهان و نیز در اردبیل و قزوین به نام عالی قاپو به معنای دروازه عظمی نامیده شود. قاپو در زبان ترکی به معنای درب یا دروازه است. عالی میتواند معرب اولو یا آلا ترکی به معنای بزرگ و یا همان کلمه عربی عالی به معنای برتر باشد.
2. عده‌ای هم بر این عقیده‌اند که عالی قاپو در اصل (آلاقاپو) به معنای درب رنگی (درب قرمز) بوده، زیرا (آلا) در ترکی به معنای قرمزاست.[۱] و (قاپو) در ترکی به معنای درب است.

## تاریخچه
عده‌ای از محققان عقیده دارند که عالی قاپو اصفهان را از روی نقشه عمارت عالی قاپو تبریز ساختند، زیرا این عمارت قبلاً در زمان شاه عباس اول نیز وجود داشت.
در محل کنونی کاخ استانداری آذربایجانشرقی عمارت چهارطبقه زیبایی بود با کلاه فرنگی بلندی که آن را شمس‌العماره می‌گفتند. این عالی قاپو در عهد قاجار و توسط نجف قلی خان، پسر مرتضی قلی خان دنبلی ساخته و به آن عالی قاپو گفته شد. در آن هنگام این عمارت را آلا قاپی (عالی قاپو) می‌گفتند. در زمان عباس میرزا نایب السلطنه مقر ولیعهد فتحعلی شاه شد و نام آن به عالی قاپو مبدل گشت. هنگام ولیعهدی ناصرالدین میرزا به تقلید از کاخ شمس‌العماره تهران نام شمس‌العماره گرفت. در زمان مظفرالدین شاه تعمیرات کلی و اساسی در آن به عمل آمد و در پشت آن یعنی قسمت شمال باغ عالی قاپو، عمارت حرمخانه احداث گردید. در زمان اقتدار حکومت قاجار صحن و محیط باغ عالی قاپو در روز عاشورا محل عزاداری دسته جات قمه زن و سینه زن بودکه از طرف ولیعهد به دسته باشی‌ها، طاقه شال انعام می‌دادند و ابوالحسن خان اقبال آذر در مراسم شبیه خوانی ماه محرم دراین محوطه هنرنمایی بی نظیری از خود نشان می‌داد.
درزمان مظفرالدین شاه تعمیرات کلی و اساسی درآن به عمل آمد و در پشت آن یعنی قسمت شمال باغ عالی قاپو، عمارت حرمخانه احداث شد. کوی حرمخانه از معروف‌ترین و قدیمی‌ترین کوی و برزن‌های تبریز است که درب خروجی عمارت عالی قاپوی تبریز یا شمس‌العماره برای حرم شاهی از سمت شمالی آن، درب تاریخی باغمیشه، مغازه‌های مجیدالملک و عمرمغازالاری در آن وجود داشت و امروزه دنباله‌ی بازار کفاشان در جهت شرقی از کوی حرمخانه آغاز می‎شود.
عالی قاپو تبریز سه درب بزرگ ورودی داشت. درب اول برای ورود ولیعهدهای قاجار و کارکنان دولتی، درب دوم از سمت شرقی برای ورود عموم مردم بخصوص در ایام ماه محرم و برگزاری مراسم عزاداری در حضور ولیعهد و درب سوم درب حرم خانه بود که حرم شاهی و افراد خاندان ولیعهد از این درب رفت وآمد داشتند.

### سیر نابودی
پس از انقراض سلسله قاجار مجموعه شمس‌العماره مقر والی و استاندار آذربایجان شد. در سال ۱۳۱۲ شمسی هنگام استانداری ادیب السلطنه سمیعی دراین کاخ آتش افتاد و قبه و قسمت فوقانی آن که شاهکاری از هنر معماری دوره زندیه و قاجاریه محسوب می‌شد از بین رفت. گویی این آتش درجان مردم افتاده بود، فردای آن روز ترانه و تصنیف حزن‌انگیز ساختند به این مضمون (ترکی):
الینده لاله گئتمه خیاله/ اود توتوب یانوب شمس‌العماره/
ترجمه: در دستت لاله، به فکر مرو، آتش گرفته سوخته شمس‌العماره. /
این تصنیف سال‌ها بر سر زبان عوام بود و اعتقادداشتند که ادیب السلطنه سمیعی استاندار وقت خود عمداً این کار را کرده است.
در سال ۱۳۱۳ بقیه کاخ دراثر جریان سیل وحشتناک، قسمتی از عمارت مزبور خسارت فراوان دید و بقیه و بخشی از تاق‌های آن فروریخت و سرانجام باقی‌مانده عمارت و اتاق‌های آینه کاری شده و نقاشی شده درسال۱۳۲۶هنگام استانداری علی منصور به کلی تخریب و در جای آن ساختمان جدید استانداری بنا شد که در سال ۱۳۳۳ شمسی عملیات ساختمانی آن پایان یافت. دراین ایام تمام درختان بلند و کهنسال و بی‌نظیر عالی‌قاپو نیز در هنگام تجدید بنا قطع گردید. علی منصور نیز مانند ادیب السلطنه سمیعی به اتهام انهدام یک بنای زیبای تاریخی در بین مردم مورد سرزنش و انتقاد قرار گرفت.
بعد در بخش غربی عالی قاپو یا استانداری امروزی تشکیلات معظم بانک ملی ایران شعبه مرکز تبریز احداث شد. در سال ۱۳۴۸ نیز عمارت حرمخانه در شمال شرقی استانداری تخریب و عمارت امروزی فرمانداری بنا شد.

## نگارخانه

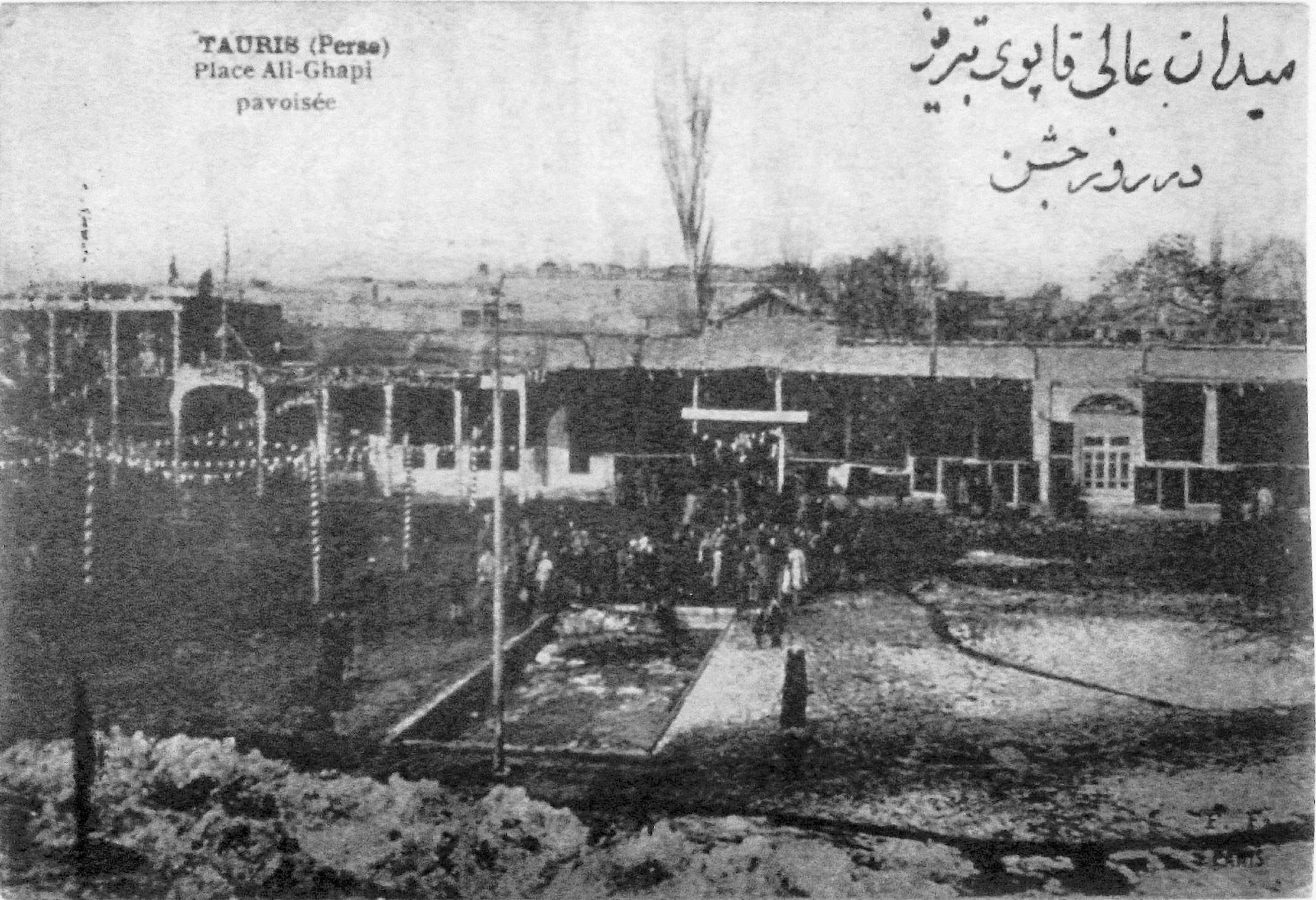
عمارت عالی قاپوی تبریز در روز جشن
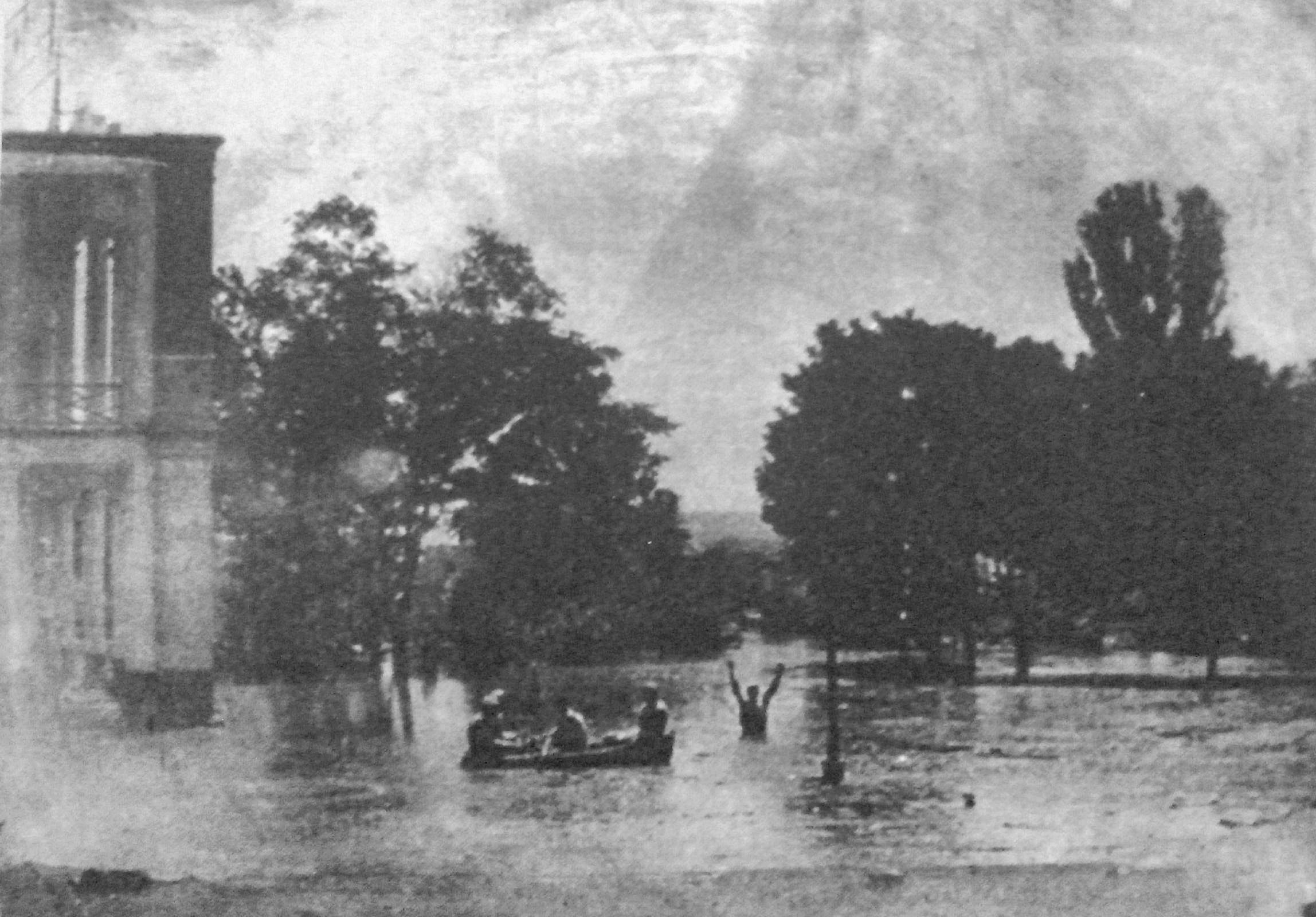
باغ عالی قاپوی تبریز از سیلِ ۱۳۱۳ پر شده‌است. ۸ مرداد ۱۳۱۳